# Тверской вагоностроительный завод

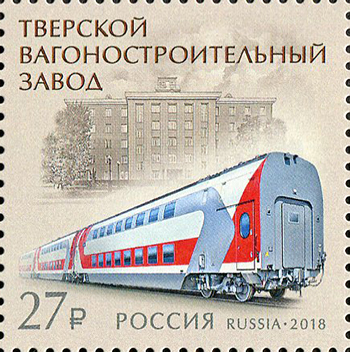
Пассажирский двухэтажный сидячий вагон модели 61-4492 на фоне здания заводоуправления ОАО «Тверской вагоностроительный завод» на почтовой марке России 2018 года.

ОАО «Тверско́й вагоностроительный завод» — российское предприятие железнодорожного машиностроения, расположенное в городе Твери, выпускающее вагоны и электропоезда. Управляющие органы и производственные мощности расположены на Петербургском шоссе в Заволжском районе. Предприятие входит в состав «Трансмашхолдинга».

## История

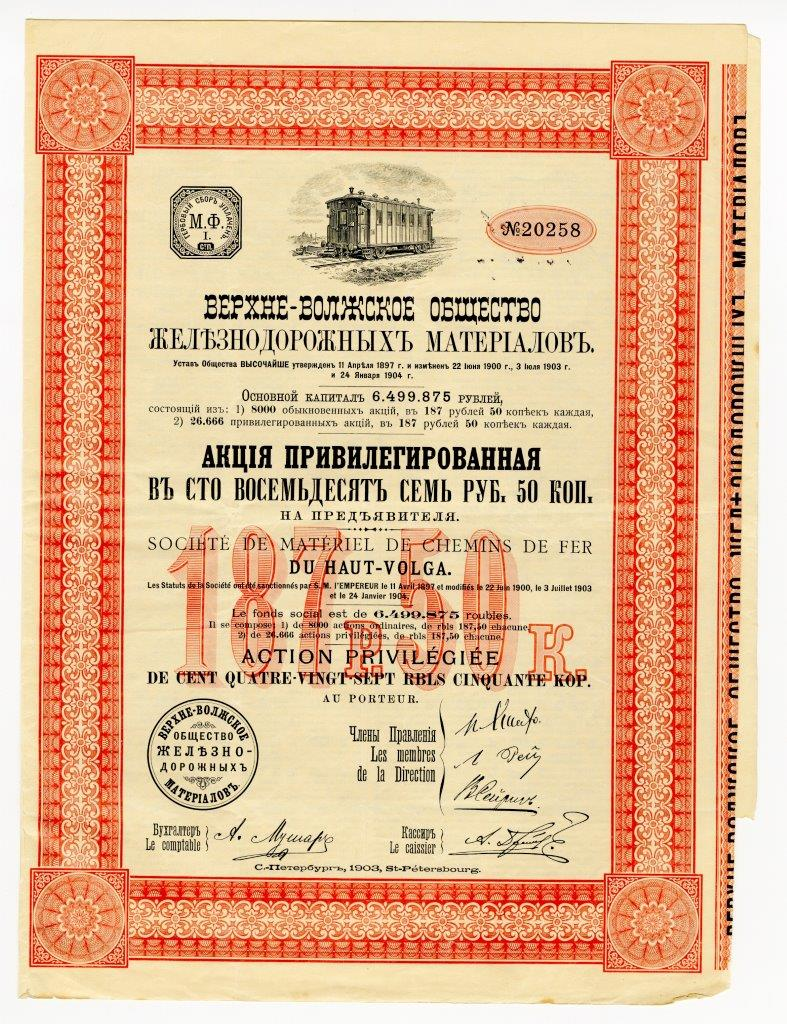
Акция привилегированная в 187,5 руб. на предъявителя Верхне-Волжского общества железнодорожных материалов с основным капиталом в 6 499 875 руб, С.-Петербург, 1903 г.

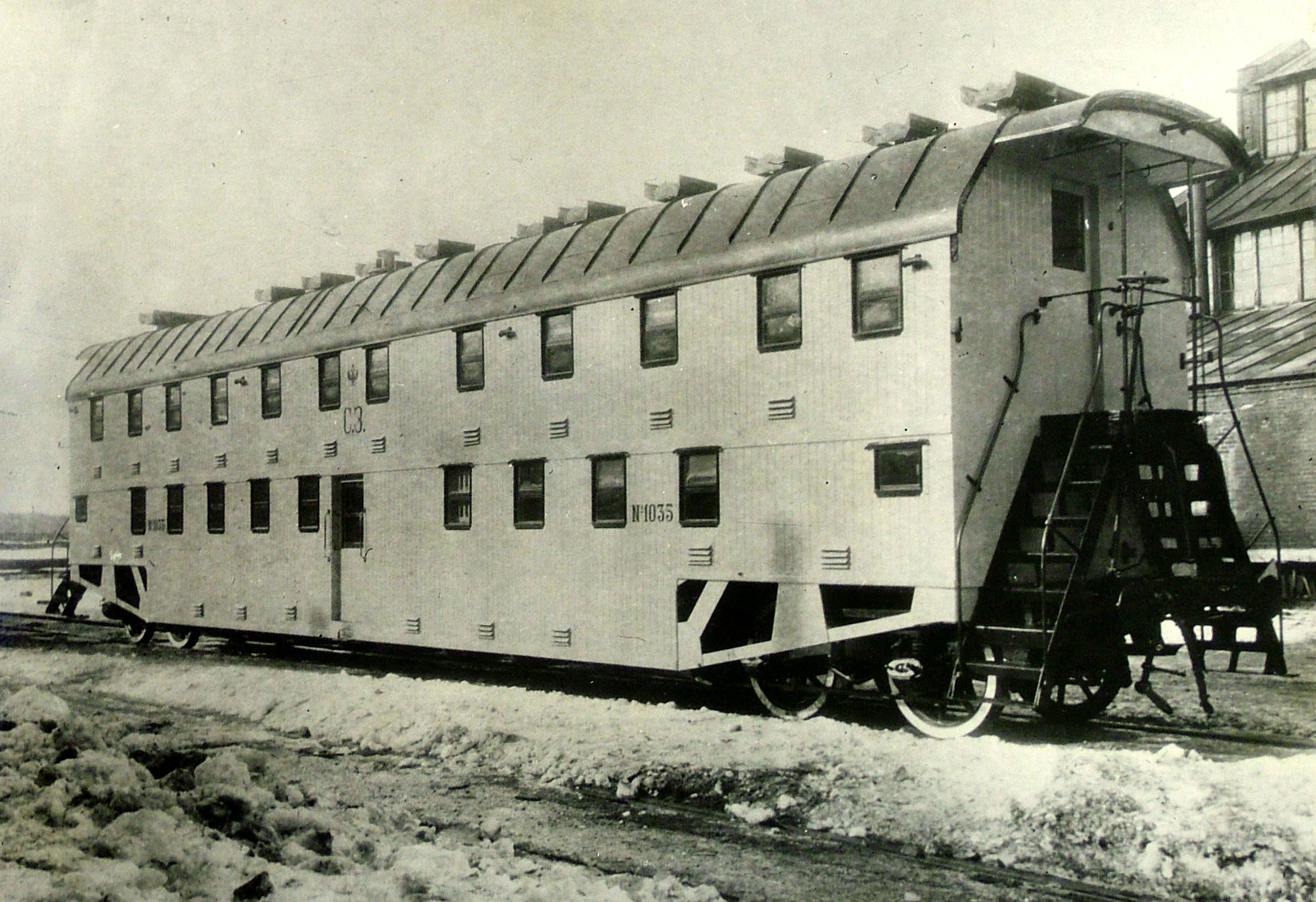
Двухэтажный вагон, созданный на ТВЗ в 1905 году

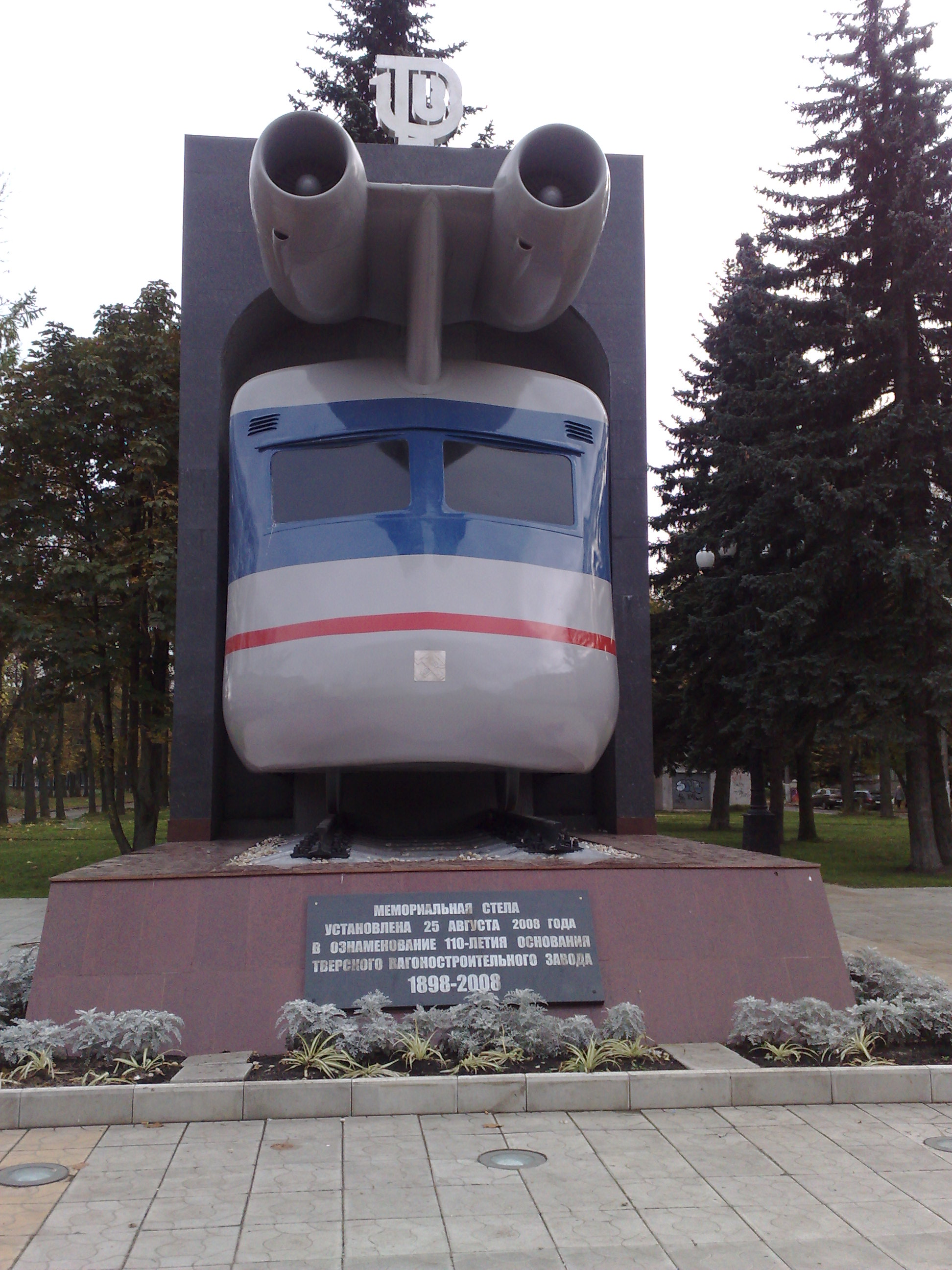
Памятная стела СВЛ напротив комплекса ТВЗ

Завод основан в 1898 году французско-бельгийским акционерным обществом «Диль и Бакалан», под названием Верхневолжский завод железнодорожных материалов. В 1915 году завод меняет название на Тверской Русско-Балтийский вагонный завод, а после национализации (в 1918 году) меняет название на Тверской вагоностроительный завод. В период с 1931 по 1990-е годы завод носил название Калининский вагоностроительный завод. В ходе Великой Отечественной войны, в 1942 году на территории завода действовала танкоремонтная база Калининского фронта.
 С первых лет XX века на заводе началась эпоха пассажирского вагоностроения. В Твери выпускаются четырёхосные спальные вагоны для акционерной компании «Международное общество спальных вагонов и скоростных европейских поездов», а также пассажирские вагоны всех четырёх классов, двухэтажные вагоны, служебные вагоны с салонами и спальными купе, пассажирские вагоны для стран с жарким климатом.

## Выпускаемая продукция
Завод за период своей работы выпускал двухосные товарные вагоны и платформы, пассажирские вагоны, почтово-багажные вагоны, трамваи, прицепные и головные вагоны электропоездов, лесовозы.
В настоящее время[когда?] выпускает пассажирские вагоны для поездов дальнего следования (до скоростей 160 км/ч и 200 км/ч), кузова вагонов метрополитена, тележки для пассажирских вагонов и вагонов метрополитена, колёсные пары, грузовые вагоны, вагоны повышенной комфортности, гидравлические гасители колебаний черт.
В 2007 году создан первый вагон, предназначенный для транспортировки по железной дороге отработанного ядерного топлива, выгружаемого из реакторов Белоярской АЭС (Свердловская область). Заказчик вагона — Федеральное агентство по атомной энергии (Росатом). Вагон-контейнер получил наименование ТК-84/1. Вагон создан в сотрудничестве с екатеринбургским предприятием Уралхиммаш, на котором спроектировали транспортный упаковочный контейнер для отработавших тепловыделяющих сборок.
В 2008 году поставил РЖД 1 тыс. вагонов.
С 2015 года начат выпуск односекционных низкопольных трамваев модели 71-911 «City Star» (Городская звезда). Первые пять трамваев вышли на улицы Твери 27 июня 2015 года, когда город праздновал 880-летие со дня основания.
Доля продукции завода на рынке пассажирских вагонов России на 2010 г. превышала 80 %.

## Финансовые показатели
Прибыль предприятия снизилась с 410 и 50 миллионов рублей в 2014 и 2015 году до -199 миллионов в 2016 году соответственно. Однако чистая прибыль возросла до 616 млн рублей.

## Основные акционеры
- ООО «Сапфир» — 50,6408 %. Завод входит в группу «Трансмашхолдинг»
- ООО «Локотех-сервис» — 42,4755 %
- Объединенная профорганизация ОАО «ТВЗ» — 2,0032 %[17]

## Инфраструктура
Завод имеет железнодорожную ветку с выходом на магистраль Москва — Санкт-Петербург (главный ход Октябрьской железной дороги у станции Дорошиха).

### Основные цеха
- Вагоносборочный цех
- Вагоносборочный цех №2
- Сварочный цех
- Тележечный цех
- Цех сварки металлоконструкций
- Цех малых серий

### Вспомогательные цеха
- Инструментальный
- Котельный
- Электросиловой
- Энергосооружений

## Продукция

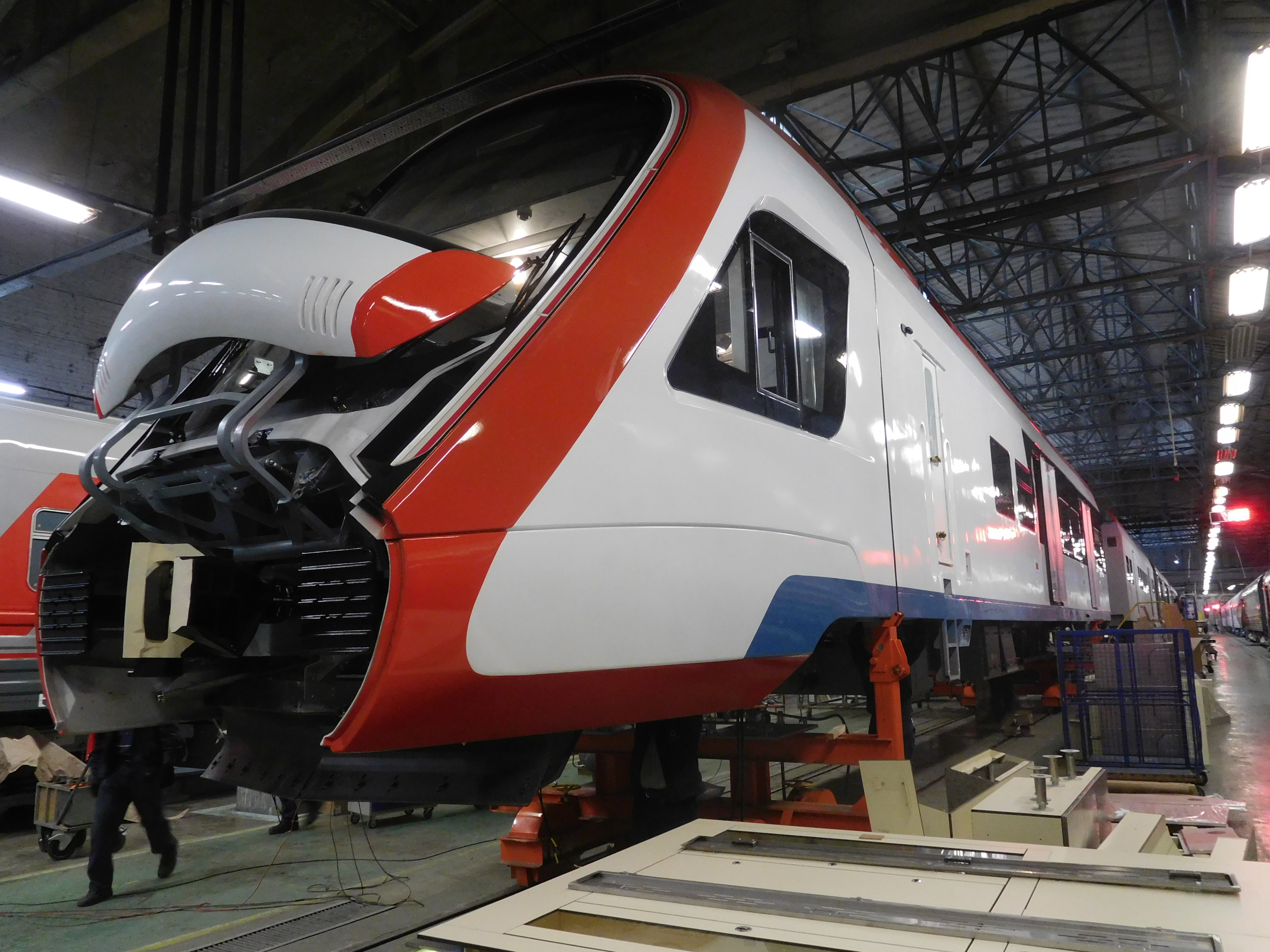
Электропоезд Иволга в сборочном цехе ТВЗ. 2019 год

Основные виды деятельности: производство и реализация пассажирских вагонов и других видов подвижного состава, а также комплектующих и запасных частей к ним.

### Пассажирские вагоны

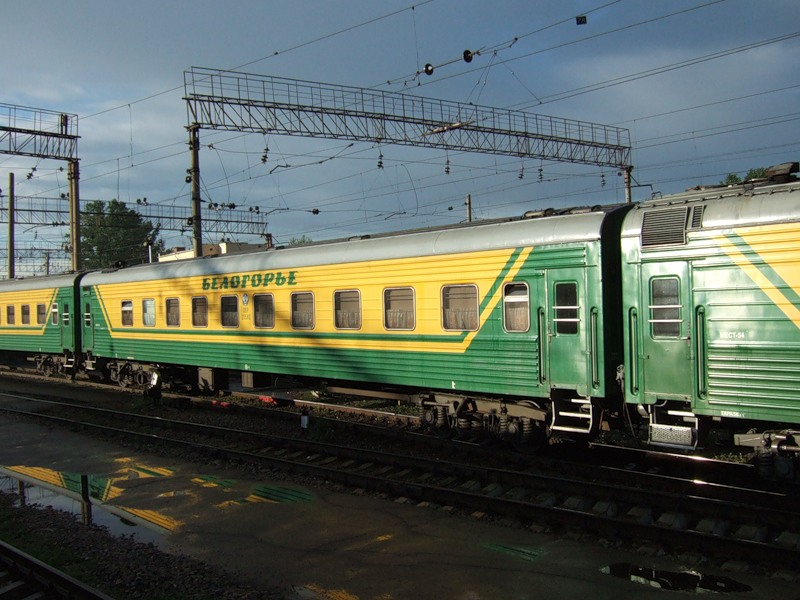
Плацкартный вагон 61-4177, фирменный поезд «Белогорье»

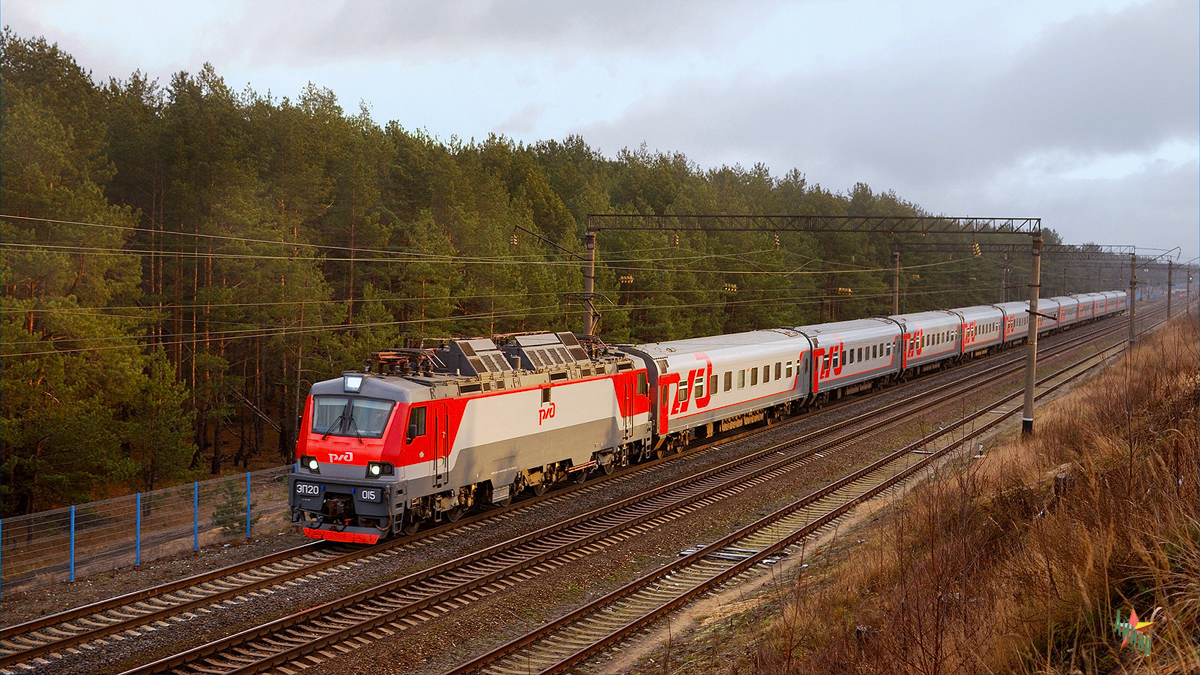
ЭП20-015 с пассажирскими вагонами ТВЗ, фирменный поезд «Буревестник»

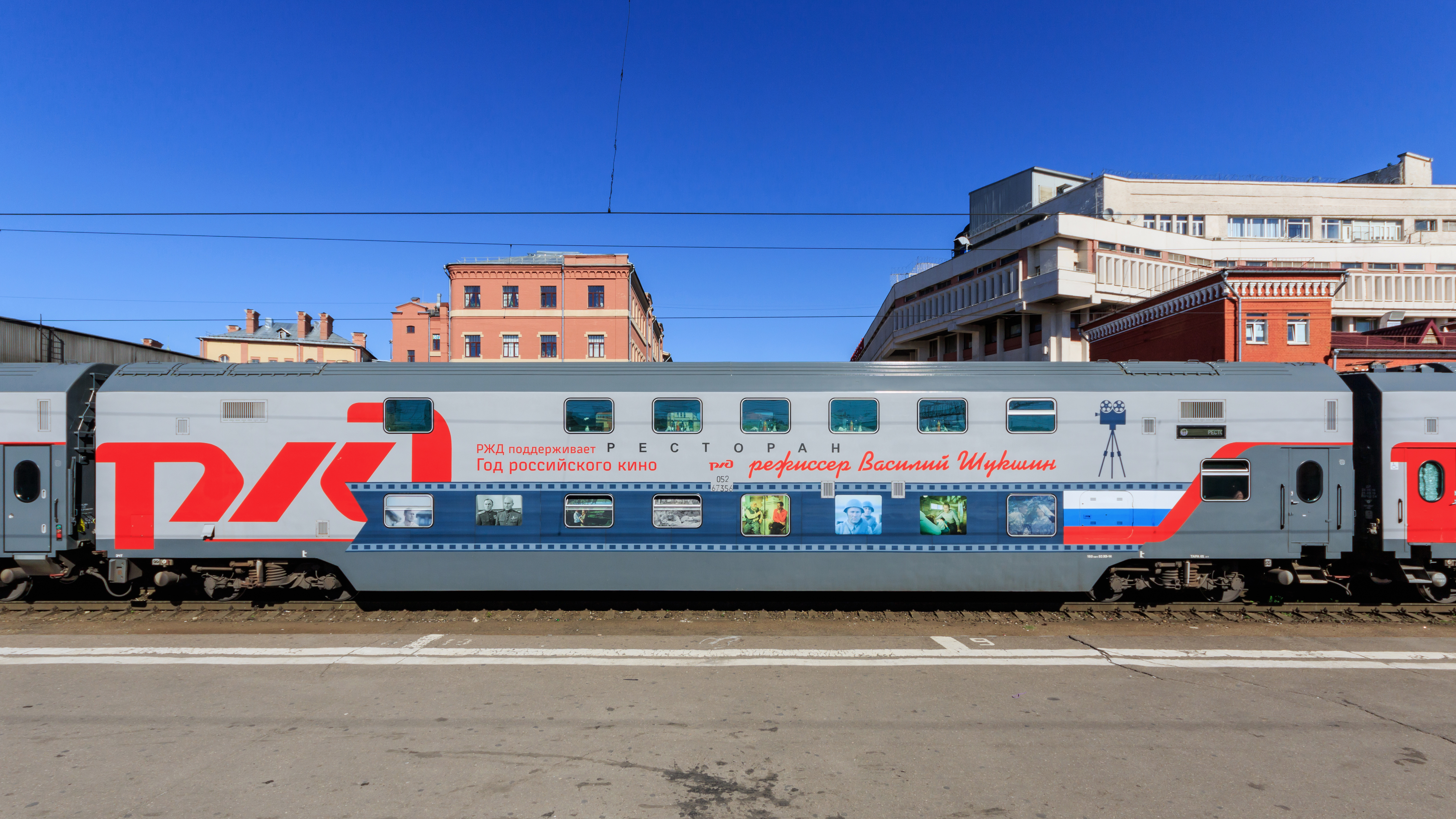
Двухэтажный вагон-ресторан

Пассажирский вагон в национальной раскраске для железных дорог Египта. 2019 год

#### Вагоны до 1990 года
- ЦМВО-66 открытого типа плацкартный 54 места.
- ЦМВО-66 открытого типа общий 81 место.
- 61-425 открытого типа плацкартный 54 места.
- РТ-200 тип-1 "Русская тройка" с местами для сидения со скоростью движения 250км/ч 64 места.
- РТ-200 тип-2 "Русская тройка" с местами для сидения со скоростью движения 250км/ч 38 мест.
- РТ-200 тип-3 "Русская тройка" с местами для сидения со скоростью движения 250км/ч 20 мест.
- РТ-200 тип-4 "Русская тройка" с местами для сидения со скоростью движения 250км/ч 18 мест.
- "Аврора" тип-1 сидячий 64 места.
- "Аврора" тип-2 купейный 36 мест.
- "Аврора" тип-3 сидячий 43 места.
- "Аврора" тип-4 СВ 18 мест.

#### Вагоны старого модельного ряда
- 61-817 купейный 36 мест.
- 61-820 купейный 36 мест.
- 61-821 плацкартный 54 места.
- 61-828 открытого типа с креслами для сидения.
- 61-4177 плацкартный 54 места.
- 61-4174 СВ 16 и 18 мест.
- 61-4179 купейный с установкой кондиционирования воздуха 36 мест.
- 61-4186 купейный штабной 26 мест.
- 61-4194 некупейный с установкой кондиционирования воздуха 54 места.

#### Вагоны нового модельного ряда
- 61-4170 купейный с креслами для сидения для поезда Невский экспресс 48 и 36.
- 61-4188 с местами для сидения и одно купе для инвалида для поезда Невский экспресс 38 мест.
- 61-4189 вагон ресторан для поезда Невский экспресс.
- 61-4440 купейный и СВ 36 и 18 мест.
  - 61-4440.01 купейный или СВ, 36 или 18 мест, не известно.
  - 61-4440.02 купейный 36 мест.
  - 61-4440.03 СВ 18 мест.
  - 61-4440.08 купейный 36 мест.
- 61-4441 купейный с креслами для сидения 6 мест в купе всего 48 мест для поезда Буревестник.
- 61-4442 штабной СВ 14 мест для поезда Буревестник.
- 61-4443 СВ 18 мест для поезда Буревестник.
- 61-4444 ресторан для поезда Буревестник.
- 61-4445 купейный штабной 26 мест.
  - 61-4445.01 купейный штабной 26 мест.
- 61-4447 плацкартный 54 места.
  - 61-4447.01 плацкартный 54 места.
  - 61-4447.03 морозостойкий плацкартный 54 места.
  - 61-4447.06 плацкартный 54 места.
- 61-4452 штабной СВ 16 мест для поезда Красная стрела.
- 61-4453 купейный 32 места для поезда Красная стрела.
- 61-4454 купейный штабной 20 мест для поезда Красная стрела.
- 61-4455 ресторан для поезда Красная стрела.
- 61-4458 сидячий на 60 мест.
  - 61-4458.01 сидячий на 40 мест.
- 61-4460 ресторан.
- 61-4461 кушет 3 ряда в высоту друг над другом, 2 кровати на каждом ряду 54 места.
  - 61-4461.01 кушет 3 ряда в высоту друг над другом, 2 кровати на каждом 54 места.
- 61-4462 купейный 36 мест.
  - 61-4462.01 СВ 18 мест.
- 61-4463 купейный штабной 26 мест.
- 61-4464 ресторан.
- 61-4465 купейный двухэтажный 64 места (скорость до 160 км/час).
- 61-4472 купейный штабной двухэтажный 50 мест.
- 61-4473 ресторан двухэтажный 54 места.
- 61-4476 купейный 32 места.
- 61-4492 сидячий двухэтажный на 120 мест (скорость до 160 км/час).
  - 61-4492.01 сидячий двухэтажный на 60 мест (скорость до 160 км/час).
- 61-4503 купейный двухэтажный 54 места (скорость до 160 км/час).

### Тележки
- 68-4063 люлечная для скоростей 160 км/ч.
- 68-4064 люлечная для скоростей 160 км/ч.
- 68-4065 люлечная для скоростей 160 км/ч.
- 68-4066 люлечная для скоростей 160 км/ч.
- 68-4075 безлюлечная для скоростей 200 км/ч.
- 68-4076 безлюлечная для скоростей 200 км/ч.
- 68-4095 безлюлечная для скоростей 160 км/ч.
- 68-4096 безлюлечная для скоростей 160 км/ч.

### Опытные или временные серии

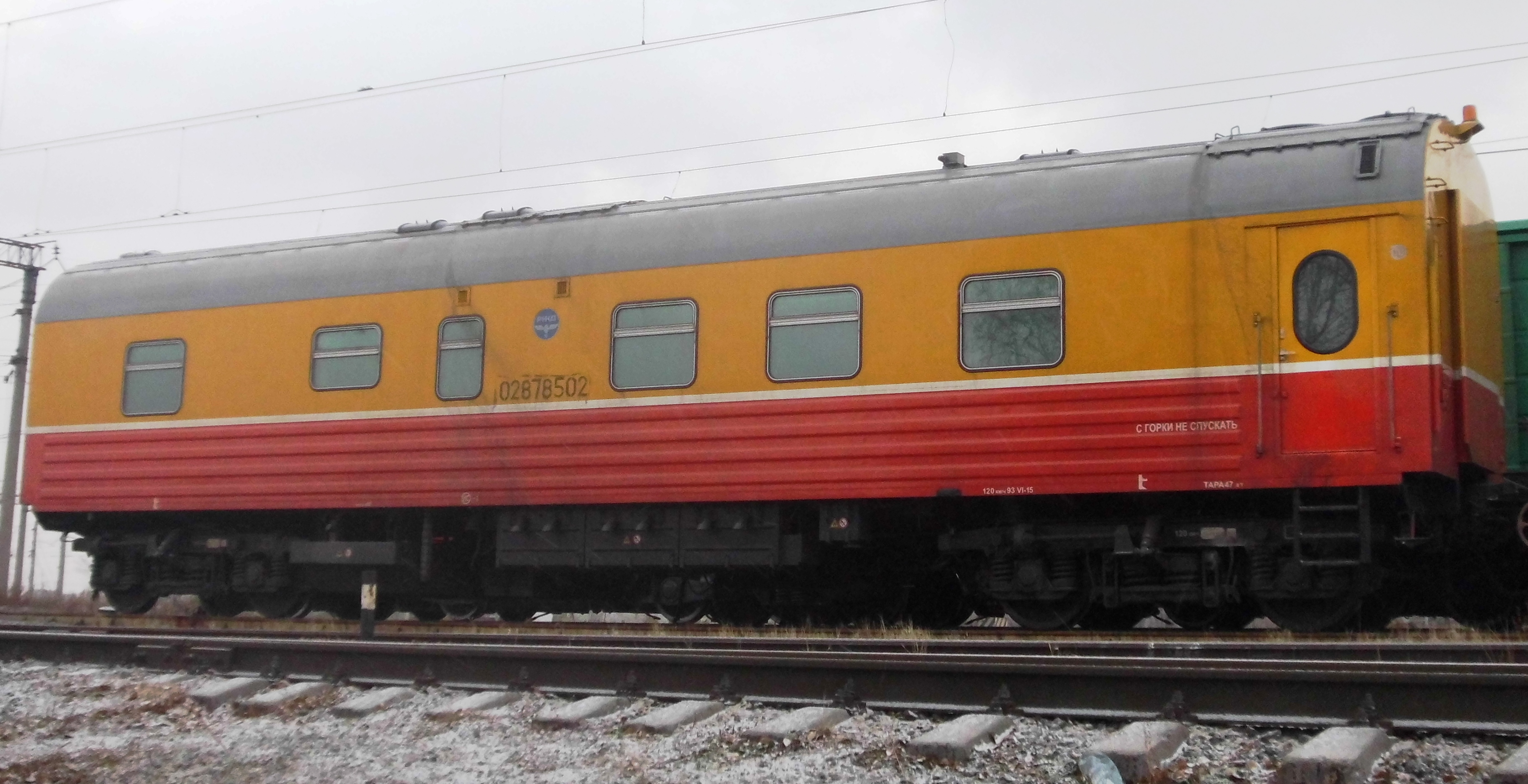
Вагон-сопровождения модели 61-4484 в рельсовозном составе

- 61-4483, 61-4484 — вагоны сопровождения ремонтно-восстановительных и хоппер-дозаторных поездов.
- 61-4465 двухэтажный купейный 64 места.
  - 61-4465.01 двухэтажный СВ 32 места.
- 61-4472 двухэтажный штабной.
- 61-4473 двухэтажный вагон-ресторан.
- 61-4504, 61-4505 — багажно-почтовый
- 61-4495 — для спецконтингента
- 81-760/761 «Ока» — метровагоны
- ТП 5-3, ТП 2-3 — для перевозки контейнеров на АЭС
- ТК-84/1, ТК-ВГ-18-2, ТК-13Т — для перевозки отработанного ядерного топлива

### Электропоезда (вагоны) до 1990 года
- 62-13 — прицепной промежуточный вагон электропоезда ЭР1
- 62-14 — прицепной головной вагон электропоезда ЭР1
- 62-34 — прицепной промежуточный вагон электропоезда ЭР7
- 62-37 — прицепной головной вагон электропоезда ЭР9
- 62-38 — прицепной промежуточный вагон электропоезда ЭР9
- 62-63 — прицепной головной вагон электропоезда ЭР2
- 62-64 — прицепной промежуточный вагон электропоезда ЭР2
- 62-73 — прицепной промежуточный вагон электропоезда ЭР10
- 62-77 — прицепной промежуточный вагон электропоезда ЭР11
- 62-103 — прицепной головной вагон электропоезда ЭР9П
- 62-104 — прицепной промежуточный вагон электропоезда ЭР9П
- 62-107 — прицепной промежуточный вагон электропоезда ЭР22

### Электропоезда
Семейство «Иволга»:
- 62-4496/4497/4498 — электропоезд ЭГ2Тв «Иволга»
- 62-4496.01/4497.01/4498.01 — электропоезд ЭГ2Тв «Иволга»
- 62-4496.05/4497.05/4498.05 — электропоезд ЭГ2Тв «Иволга»
- 62-4496.10/4497.10/4498.10 — электропоезд ЭГ2Тв «Иволга»
- 62-4496.14/4497.14/4498.14 — электропоезд ЭГ2Тв «Иволга»
- 62-4496.18/4497.18/4498.18 — электропоезд ЭГ2Тв «Иволга»
- 62-4556 — электропоезд ЭГЭ2Тв «Иволга»
- ЭП2Тв

### Метровагоны
- 81-760 «Ока».
  - 81-760 «Ока» — головной.
  - 81-761 «Ока» — промежуточный.
- 81-760А «Ока».
  - 81-760А «Ока» — головной со сквозным проходом.
  - 81-761А «Ока» — промежуточный со сквозным проходом.
  - 81-763А «Ока» — прицепной промежуточный со сквозным проходом.

### Продукция ПК ТС

#### Трамваи
|                    | Семейство           | Семейство            | Семейство                   |
| Первый рейстайлинг | Второй рейстайлинг  | Алюминиевые трамваи  |                             |
| ------------------ | ------------------- | -------------------- | --------------------------- |
| Код по ЕСКПС       | 71-911 «City Star»  | 71-911ЕМ «Львёнок»   | 71-921 «Корсар»             |
| Код по ЕСКПС       | 71-911Е «City Star» | 71-923М «Богатырь-М» | 71-931АМ «Витязь-Ленинград» |
| Код по ЕСКПС       | 71-922 «Варяг»      | 71-931М «Витязь-М»   |                             |
| Код по ЕСКПС       | 71-923 «Богатырь»   | 71-934 «Лев»         |                             |
| Код по ЕСКПС       | 71-931 «Витязь»     |                      |                             |

#### Троллейбусы
- ПКТС-6281.00 «Адмирал»  — планировался для поставок в Крым и Севастополь; опытный экземпляр был изготовлен и эксплуатировался в Севастополе, но производство начато не было.[19][20][21]

## Награды
- Почётный знак Российской Федерации «За успехи в труде» (29 апреля 2022 года) — за достигнутые высокие показатели в производственной деятельности[22].